# Sedum longyanense
Sedum longyanense är en fetbladsväxtart som beskrevs av Kun Tsun Fu. Sedum longyanense ingår i Fetknoppssläktet som ingår i familjen fetbladsväxter. Inga underarter finns listade i Catalogue of Life.